# 和集合の公理
和集合の公理（わしゅうごうのこうり、英: axiom of union）とは、ZF公理系を構成する公理の一つで、任意の集合に対し、その要素の要素全体からなる集合の存在を主張するものである。対の公理と合わせることで、任意の二つの集合に対し、それらの要素のみからなる集合（和集合）の存在が導ける。

## 定義
任意の集合 x に対しある集合 y が存在して、任意の要素 z に対し、z が y に含まれるならば、そのときに限り z を含むような x の要素 w が存在する。
すなわち形式的には、
{\displaystyle \forall x\,\exists y\,\forall z\,[z\in y\iff \exists w\,(z\in w\land w\in x)\,]}
と書ける。

## 性質
公理の意味としては、任意に与えられた集合族の和が再び集合になるということである。
公理により存在を保証される集合 y は、外延性より一意に定まり、{\displaystyle \bigcup x} と記される。特に x が二つの元のみからなる集合の場合、すなわち x = {a, b} の場合は、{\displaystyle \bigcup \{a,b\}} と書く代わりに、{\displaystyle a\cup b} と書く。